# علم الأمراض كتخصص طبي
اختصاصيو علم الأمراض هم أطباء يقومون بتشخيص المرض وتوصيفه في المرضى الأحياء عن طريق فحص خزعات أو سوائل الجسم. وقد يُجري اختصاصيو علم الأمراض أيضًا عملية تشريح الجثث لبحث أسباب الوفاة. ويُعد علم الأمراض فرعًا دراسيًا رئيسًا في كلية الطب والعديد من اختصاصيي علم الأمراض هم أيضًا معلمون. ومثلهم مثل مديري المختبرات الطبية، يلعب اختصاصيو علم الأمراض دورًا مهمًا في تطور نظم المعلومات المخْتبَرية. وعلى الرغم من انبثاق الممارسة الطبية لعلم الأمراض من تقاليد علم الأمراض الاستقصائي، لا يقوم معظم اختصاصيي علم الأمراض المعاصرين بعمل أبحاث مُستحدَثة.
ويُعد علم الأمراض فرعًا طبيًا فريدًا، حيث لا يرى الاختصاصيون عادة المرضى بطريقة مباشرة، ولكنهم بالأحرى يعملون كمستشارين لأطباء آخرين (غالبًا ما يشار إليهم على أنهم «أطباء إكلينيكيون» داخل وسَط علم الأمراض). وللحصول على ترخيص، ينبغي على المرشحين إتمام التدريب الطبي وبرنامج معتمَد للأطباء المقيمين وتقوم هيئة مختصة بالتصديق عليه. وفي الولايات المتحدة، يقوم المجلس الأمريكي لعلم الأمراض أو المجلس الأمريكي التقويمي لعلم الأمراض بإصدار الشهادات. وتختلف مؤسسات الاختصاصات الفرعية داخل علم الأمراض بين الشعوب، ولكنها تشمل عادةً علم الأمراض التشريحي وعلم الأمراض الإكلينيكي.

## التدريب

### علم الأمراض في الولايات المتحدة
يُعد اختصاصيو علم الأمراض في الولايات المتحدة أطباء (دكتوراه في الطب التقويمي (D.O.) أو دكتور في الطب (M.D.)) أتموا برنامجًا جامعيًا لمدة أربع سنوات، وتدريبًا في كلية الطب لمدة أربع سنوات، وتدريبًا في فترة ما بعد مرحلة التخرج من ثلاث إلى أربع سنوات في شكل قضاء فترة تخصص في مجال علم الأمراض. وقد يكون التدريب في فرعين تخصصيين أساسيين، كما حدد المجلس الأمريكي لعلم الأمراض: علم الأمراض التشريحي وعلم الأمراض الإكلينيكي، ويتطلب كل منهما شهادة منفصلة من المجلس. ويُقِّر المجلس الأمريكي التقويمي لعلم الأمراض أيضًا أربعة اختصاصات رئيسة: علم الأمراض التشريحي، والباثولوجيا الجلدية، والطب الشرعي، والطب المختبري (علم المختبرات الإكلينيكية). ويواصل العديد من اختصاصيي علم الأمراض التدريب الخاص بالمجلس، وأصبحوا معتمَدين في كلا المجالين. وتُعد تلك المهارات تكميلية في العديد من أماكن الممارسة الخاصة القائمة على المستشفيات، نظرًا لأن العمل اليومي في الكثير من المختبرات الطبية يتطلب فقط اهتمام الطبيب بشكلٍ متقطعٍ. وبالتالي، يصبح اختصاصيو علم الأمراض قادرين على قضاء الكثير من وقتهم في تقييم حالات علم الأمراض التشريحي، بينما يظلون متواجدين لحل أية مشكلات خاصة قد تنشأ في المختبرات الطبية. وقد يواصل هؤلاء الاختصاصيون تدريب الزمالة المتخصصة ضمن اختصاص فرعي واحد أو أكثر إما لعلم الأمراض التشريحي أو علم الأمراض الإكلينيكي. وتتيح بعض هذه الاختصاصات الفرعية شهادة إضافية من المجلس، بينما لا تتيح الأخرى ذلك.

### علم الأمراض في المملكة المتحدة
يعد اختصاصيو علم الأمراض في المملكة المتحدة أطباءً قام المجلس الطبي العام بالمملكة المتحدة بتسجيلهم ومنحهم التراخيص مؤخرًا. ويقع البرنامج التدريبي لتأهيل اختصاصيي علم الأمراض تحت إشراف كلية اختصاصيي علم الأمراض الملكية (Royal College of Pathologists). وبعد مرور أربع إلى ست سنوات من الدراسات الطبية الجامعية، يبدأ المتدربون برنامج المؤسسة الذي يستمر لمدة سنتين. ويستغرق التدريب كامل الدوام في علم أمراض الأنسجة حاليًا من خمس إلى خمس سنوات ونصف. وتتضمن السنة الأولى تدريبًا منظمًا ويقيِّمه امتحان عملي منظم وموضوعي (OSPE)، والذي يجب اجتيازه للانتقال إلى السنة الثانية. ويعقُب ذلك تدريب مُتخصص إضافي في علم الأمراض الجراحي (الباثولوجيا الجراحية) وعلم الأمراض الخلوي وعلم الأمراض التشريحي. وهناك نوعان من الامتحانات التي تديرها كلية اختصاصيي علم الأمراض الملكية، ويسميان الجزء الأول والجزء الثاني. ويعد الجزء الثاني مُصمَمًا لاختبار كفاءة العمل كطبيب مستقل في علم الأمراض، وعادةً ما يتم الخضوع له بعد مرور أربع أو خمس سنوات من التدريب المتخصص. ويقوم المجلس الطبي العام (GMC) بالإشراف على جميع أنواع التدريب الطبي بعد التخرج وعلى التعليم في المملكة المتحدة. ومن الممكن أن يجتاز الاختصاصي امتحان الجزء الثاني في الطب الشرعي أو علم أمراض الأطفال أو علم الأمراض العصبية. ومن الممكن أيضًا الحصول على دبلومة كلية اختصاصيي علم الأمراض الملكية في الطب الشرعي أو الباثولوجيا الجلدية (علم الأمراض الجلدية) أو علم الأمراض الخلوي، وإقرار تدريب وخبرة متخصصة إضافية.

### علم الأمراض في فرنسا
يُعد علم الأمراض في فرنسا منفصلاً في اختصاصين مختلفين يتمثلان في علم الأمراض التشريحي وعلم الأمراض الإكلينيكي. وتستغرق فترات التخصص في كلا المجالين أربع سنوات. وتُعتبَر فترة التخصص في علم الأمراض التشريحي مفتوحةً للأطباء والصيادلة والعلماء، في حين أن علم الأمراض الإكلينيكي يكون مفتوحًا لكل من الأطباء والصيادلة والعلماء. ويُعد علم الأمراض التشريحي في فرنسا مُدمَجًا في المسار التخصصي لـ الطب الباطني. وفي نهاية السنة الثانية من فترة التخصص في علم الأمراض الإكلينيكي، يستطيع طلاب هذه الفترة الاختيار بين علم الأمراض الإكلينيكي والتخصص في واحد من الفروع الدراسية، ولكنه ليس باستطاعتهم ممارسة علم الأمراض التشريحي. وبالعكس، لا يستطيع طلاب فترة التخصص في علم الأمراض التشريحي ممارسة علم الأمراض الإكلينيكي.

## اختصاصات فرعية أخرى
اللمحة الموجزة التالية هي محاولة لإنشاء معلومات بشأن علم الأمراض المهني كما هو موجود في المملكة المتحدة  والولايات المتحدة.
1) علم الأمراض الإكلينيكي:

1.1) الكيمياء الحيوية وعلم المناعة:

1.1.1) الكيمياء الحيوية الإكلينيكية

1.1.2) علم السموم التحليلي

1.1.3) التوافق النسيجي وعلم الوراثة المناعية

1.1.4) علم المناعة

1.1.5) بنك الأنسجة

1.2) أمراض الدم ونقل الدم:

1.2.1) نقل الدم

1.2.2) أمراض الدم

1.2.3) الإرقاء والتخثر

1.3) علم الأحياء الدقيقة والعدوى:

1.3.1) علم الأحياء الدقيقة وعلم الفيروسات

1.4) الباثولوجيا الجلدية

2) علم الأمراض الخلوي:

2.1) علم الأمراض التشريحي

2.2) علم الأمراض الخلوي وعلم خلايا عنق الرحم

2.3) علم أمراض الأنسجة

3) علم الأمراض الجزيئي:

3.1) علم الأجنة:

3.1.1) علم الأجنة وطب الذكورة

3.2) علم الوراثة:

3.2.1) علم الوراثة الخلوية

3.2.2) علم الوراثة الجزيئي